# Comabella (Navars)
El Comabella és una muntanya de 643 metres que es troba al municipi de Navars, a la comarca catalana del Bages.
Al cim s'hi pot trobar un vèrtex geodèsic (referència 278102001).